# Joni Sledge
Joni Sledge (Filadélfia, 13 de setembro de 1956 — Phoenix (Arizona), 10 de março de 2017) foi uma cantora estadunidense. Foi fundadora do grupo Sister Sledge  ao lado das irmãs Debbie, Kim e Kathy. Joni morreu aos 60 anos de idade.